# Daniel Corrie
Daniel Corrie (10 de abril de 1777 - 5 de febrero de 1837) fue un sacerdote y obispo anglicano inglés, el obispo inaugural de Madrás.
Corrie nació en Ardchattan, Argyll, Reino Unido, el segundo hijo de John Corrie, un vicario en Lincolnshire. Fue educado en Saint Catharine's College, Cambridge, ordenado diácono de la diócesis de Lincoln el 13 de junio de 1802 y ordenado sacerdote el 10 de junio de 1804. Se convirtió en archidiácono de Calcuta en 1823. Fue consagrado obispo en 1835 y murió el 5 de febrero de 1837. El Times informó más tarde que se había enfermado en una reunión del SPG el 31 de enero de 1837.

## Galería
|                                                                    |
| Monumento al obispo Daniel Corrie, Catedral de San Jorge (Chennai) |

|                                                                    |
| Monumento al obispo Daniel Corrie, Catedral de San Jorge (Chennai) |